# Franz Nietlispach
Franz Nietlispach (Muri, 2 de abril de 1958) es un deportista suizo que compitió en atletismo adaptado y ciclismo adaptado en ruta. Ganó 22 medallas en los Juegos Paralímpicos de Verano entre los años 1980 y 2004.

## Palmarés internacional
| Juegos Paralímpicos | Juegos Paralímpicos                              | Juegos Paralímpicos | Juegos Paralímpicos   |
| Año                 | Lugar                                            | Medalla             | Prueba                |
| ------------------- | ------------------------------------------------ | ------------------- | --------------------- |
| 1980                | Arnhem (Países Bajos)                            | Medalla de oro      | Eslalon 5             |
| 1984                | Nueva York (EE. UU.) Stoke Mandeville (R. Unido) | Medalla de oro      | 200 m 5               |
| 1984                | Nueva York (EE. UU.) Stoke Mandeville (R. Unido) | Medalla de oro      | 400 m 5               |
| 1984                | Nueva York (EE. UU.) Stoke Mandeville (R. Unido) | Medalla de oro      | 800 m 5               |
| 1984                | Nueva York (EE. UU.) Stoke Mandeville (R. Unido) | Medalla de oro      | 1500 m 5              |
| 1984                | Nueva York (EE. UU.) Stoke Mandeville (R. Unido) | Medalla de oro      | Eslalon 5             |
| 1984                | Nueva York (EE. UU.) Stoke Mandeville (R. Unido) | Medalla de plata    | 100 m 5               |
| 1988                | Seúl (Corea del Sur)                             | Medalla de oro      | 200 m 5-6 masculino   |
| 1988                | Seúl (Corea del Sur)                             | Medalla de oro      | 400 m 5-6 masculino   |
| 1988                | Seúl (Corea del Sur)                             | Medalla de oro      | 800 m 5-6 masculino   |
| 1988                | Seúl (Corea del Sur)                             | Medalla de oro      | 1500 m 5-6 masculino  |
| 1988                | Seúl (Corea del Sur)                             | Medalla de oro      | 5000 m 5-6 masculino  |
| 1988                | Seúl (Corea del Sur)                             | Medalla de oro      | Eslalon 5-6 masculino |
| 1988                | Seúl (Corea del Sur)                             | Medalla de plata    | 4 × 200 m 2-6         |
| 1988                | Seúl (Corea del Sur)                             | Medalla de plata    | 4 × 400 m 2-6         |
| 1996                | Atlanta (EE. UU.)                                | Medalla de oro      | Maratón T52-53        |
| 1996                | Atlanta (EE. UU.)                                | Medalla de plata    | 4 × 400 m T52-53      |
| 1996                | Atlanta (EE. UU.)                                | Medalla de bronce   | 5000 m T52-53         |
| 2000                | Sídney (Australia)                               | Medalla de oro      | Maratón T54           |
| 2000                | Sídney (Australia)                               | Medalla de plata    | 1500 m T54            |
| 2000                | Sídney (Australia)                               | Medalla de plata    | 10 000 m T54          |

| Juegos Paralímpicos | Juegos Paralímpicos | Juegos Paralímpicos | Juegos Paralímpicos                 |
| Año                 | Lugar               | Medalla             | Prueba                              |
| ------------------- | ------------------- | ------------------- | ----------------------------------- |
| 2004                | Atenas (Grecia)     | Medalla de bronce   | Contrarreloj triciclo manual HC B/C |